# Пробст, Михаэль
Михаэ́ль Пробст (нем. Michael Probst; род. 22 декабря 1995) — швейцарский кёрлингист.
Играет на позиции первого. Начал заниматься кёрлингом в 2005.

## Достижения
- Чемпионат Европы по кёрлингу: серебро (2015).
- Чемпионат Швейцарии по кёрлингу среди смешанных команд: серебро (2023).
- Чемпионат мира по кёрлингу среди юниоров: золото (2014), серебро (2015).
- Чемпионат Швейцарии по кёрлингу среди юниоров: золото (2014, 2015).

## Команды
| Сезон                                          | Четвёртый       | Третий         | Второй             | Первый           | Запасной                             | Тренер            | Турниры                               |
| ---------------------------------------------- | --------------- | -------------- | ------------------ | ---------------- | ------------------------------------ | ----------------- | ------------------------------------- |
| 2013—14                                        | Рето Келлер     | Янник Шваллер  | Patrick Witschonke | Михаэль Пробст   | Mats Perret (ЧШЮ) Романо Майер (ЧМЮ) | Erich Nyffenegger | ЧШЮ 2014 · ЧМЮ 2014                   |
| 2014—15                                        | Романо Майер    | Янник Шваллер  | Patrick Witschonke | Михаэль Пробст   | Рето Келлер (ЧМЮ)                    | Erich Nyffenegger | ЧШЮ 2015 · ЧМЮ 2015                   |
| 2015—16                                        | Бенуа Шварц     | Клаудио Пец    | Петер де Круз      | Валентин Таннер  | Михаэль Пробст                       | Клаудио Пеша      | ЧЕ 2015                               |
| 2015—16                                        | Янник Шваллер   | Романо Майер   | Patrick Witschonke | Михаэль Пробст   | Симон Глоор (ЧМЮ)                    | Бернхард Вертеман | ЧМЮ 2016 (4 место) ЧШМ 2016 (5 место) |
| 2016—17                                        | Florian Meister | Paddy Käser    | Свен Михель        | Михаэль Пробст   | Маркус Эгглер Том Винкельхаузен      | Маркус Эгглер     | ЧШМ 2017 (5 место)                    |
| 2017—18                                        | Stefan Staehli  | Михаэль Пробст | Neal Schwenter     | Chahan Karnusian |                                      |                   |                                       |
| Кёрлинг среди смешанных команд (mixed curling) |                 |                |                    |                  |                                      |                   |                                       |
| 2014—15                                        | Patrick Käser   | Anna Stern     | Михаэль Пробст     | Adonia Brunner   | Melina Bezzola                       |                   | ЧШСК 2015 (12 место)                  |
| 2016—17                                        | Рафаэла Кайзер  | Михаэль Пробст | Gisele Beuchat     | Chahan Karnusian |                                      |                   | ЧШСК 2017 (8 место)                   |
| 2012—23                                        | Мелани Шнайдер  | Paddy Käser    | Мирьям Отт         | Михаэль Пробст   |                                      | Chahan Karnusian  | ЧШСК 2023                             |

(скипы выделены полужирным шрифтом)